# Sunnanå, Melleruds kommun
Sunnanå är en ort i Holms socken i Melleruds kommun i Dalsland belägen mellan Mellerud och Sunnanå hamn vid Vänern. Den östra delen klassades av SCB som småort år 1990. Från 2015 avgränsar SCB här åter en småort.